# Perceval

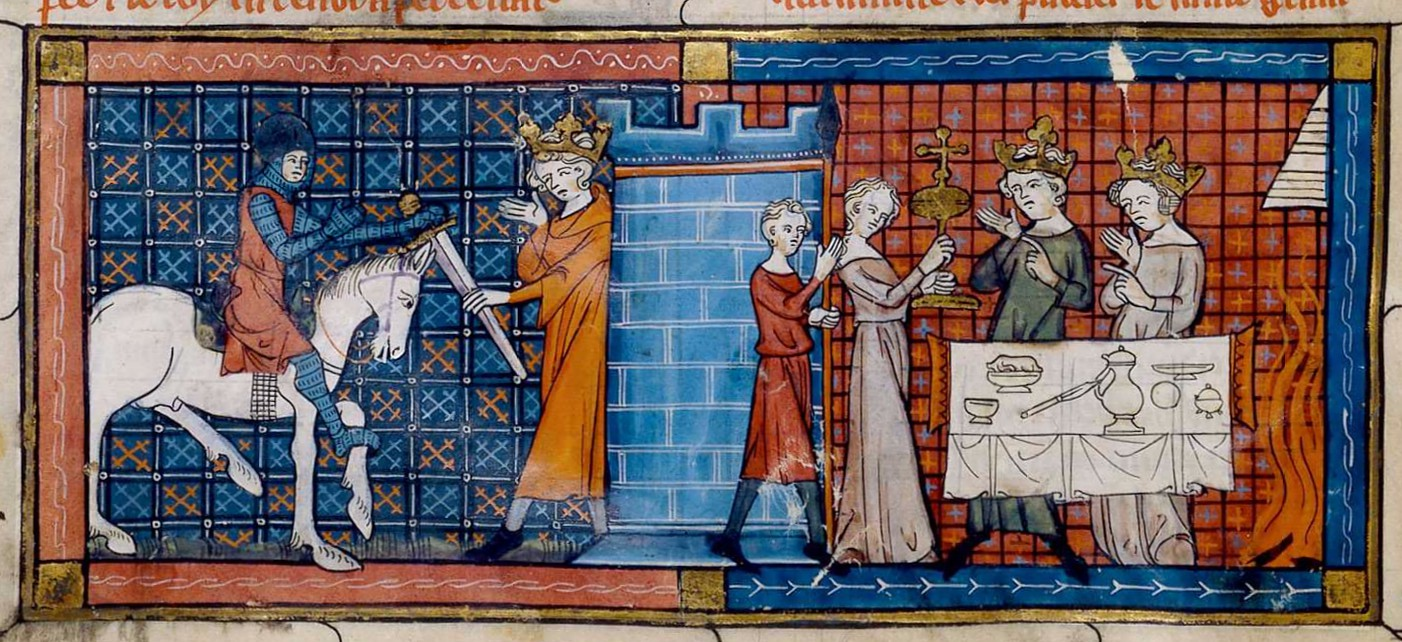
Bild på Perceval från medeltiden.

Perceval, äldre Parcival eller Parsifal var en hjälte i keltisk mytologi som inlemmades i sagorna kring kung Artur. 
Enligt Artursagan blir Parsifal upptagen som en av riddarna av runda bordet och ger sig ut att söka den heliga Graal. Han finner också slutligen bägaren och blir dess vårdare. Han blir kung, men efter sju års regering gör han sig till präst och eremit. 

## I litteraturen
Perceval (Parsifal) förekommer tidigt i Chrétien de Troyes' verk Perceval le gallois och Wolfram von Eschenbachs Parzival, på svenska Parsifal. Utanför Artursagorna är han idag förmodligen mest känd genom Wagners opera Parsifal från 1882.